# Grenigtmyran
Grenigtmyran är ett naturreservat i Härnösands kommun i Västernorrlands län.
Området är naturskyddat sedan 2010 och är 44 hektar stort. Reservatet består av Greningtmyran och Krokigmyran med en bäck i söder och högre upp av gles granskog.